# Wayne Doyle
Wayne Mark Doyle (Melbourne, 1962 – Melbourne, 19 ottobre 2022) è stato uno sceneggiatore e produttore televisivo australiano.

## Biografia
Dal 1987 collabora come sceneggiatore alla longeva soap opera australiana Neighbours, per la quale firma 48 episodi. Successivamente, è tra gli autori della serie televisiva E Street, premiata nel 1992 come migliore serie australiana dell'anno e distribuita anche in Gran Bretagna. Nel 1991 scrive il film per la televisione Pirates Island. Nel 1993 è l'ideatore e sceneggiatore della serie tv Paradise Beach, trasmessa anche in Italia su Rai 2. Due anni dopo, nel 1995, scrive la sceneggiatura della serie Echo Point.
Trasferitosi in Italia, nel 1996 è ideatore e sceneggiatore (fino al 2007) della soap opera di Rai 3 Un posto al sole. Sempre per Rai 3, crea e sceneggia la serie poliziesca La squadra (dal 2000 al 2004) e successivamente la soap opera Agrodolce, in onda tra il 2008 e il 2009.
Come produttore, ha realizzato la miniserie di Canale 5 Ho sposato un calciatore, trasmessa nel 2005.
Muore il 19 ottobre 2022.

## Filmografia

### Sceneggiatore
- Neighbours (1987)
- E street (1991)
- Pirates Island (1991)
- Paradise Beach (1993)
- Echo point (1995)
- Un posto al sole (1996-2007)
- La squadra (2000-2004)
- Agrodolce (2008-2009)

### Produttore
- Ho sposato un calciatore (2005)